# Aphoebantus sperryorum
Aphoebantus sperryorum är en tvåvingeart som beskrevs av Axel Leonard Melander 1950. Aphoebantus sperryorum ingår i släktet Aphoebantus och familjen svävflugor.
Artens utbredningsområde är Kalifornien. Inga underarter finns listade i Catalogue of Life.